# Тея Грегорін
Те́я Гре́горін (словен. Teja Gregorin, нар. 29 червня 1980) — словенська біатлоністка, призерка чемпіонату світу та Олімпійських ігор.
Тея Грегорін виступає на міжнародних змаганнях за Словенію з 2002 року. В біатлон вона перейшла з лижного кросу. Її найкращий результат станом на грудень 2010 — друге місце на чемпіонаті світу 2009. На Олімпіаді в Сочі вона здобула бронзову медаль у гонці переслідування.
У жовтні 2017 року Міжнародний олімпійський комітет проінформував Міжнародний союз біатлоністів, що аналіз повторних проб Ванкуверської олімпіади 2010 року, виявив позитивні проби Теї Григорін на метаболіт стимулятора гормону росту.